# Slow Down
"Slow Down" é uma canção gravada pela atriz e cantora estadunidense Selena Gomez, lançada como o segundo single de seu quarto albúm de estúdio e primeiro em carreira solo, Stars Dance. foi escrita por Lindy Robbins, Julia Michaels, Niles Hollowell-Dhar, David Kuncio, Freddy Wexler e produzida por The Cataracs. A canção foi divulgada em um chat ao vivo que Selena realizou no Youtube no dia 03 de Junho de 2013, onde a cantora fez uma série de revelações a respeito de seu novo álbum. A faixa está incluída na coletânea For You (2014).
"Slow Down" estreou na 70º posição da Billboard Hot 100 e se posicionou na posição de 58º, até que a cantora começou a divulga-la constantemente em programas como Tonight Show with Jay Leno, Good Morning America, Late Show with David Letterman, Surprise Surprise, Live! with Kelly and Michael e o no reality show musical The X Factor, seu ápice ocorreu em sua décima sétima semana onde alcançou a vigésima sétima posição do chart.
Em comemoração ao Dia de Ação de Graças, Selena se apresentou no intervalo do jogo de futebol americano entre Oakland Raiders e Dallas Cowboys, e cantou Slow Down em um medley que continha o single Come & Get It e a canção Like a Champion.
Seu vídeo musical foi dirigido por Philip Andelman, filmado em Paris (França), com alguns dançarinos, que posteriormente vazou na internet no dia 19 de Julho de 2013, sendo colocado na conta oficial de Selena no Vevo no mesmo dia.

## Antecedentes
Após lançar "Come & Get It" como o primeiro single do Stars Dance, Selena Gomez iniciou uma extensão promoção da música em rádios e programas de televisão. Na segunda quinzena de maio, ela iniciou a divulgação de "Come & Get It" na Inglaterra, e após terminar seus compromissos, viajou para a França, onde aproveitou a estadia para filmar o vídeo musical de "Slow Down" no país. Neste período, uma das dançarinas postou na internet um vídeo com os ensaios do videoclipe em um estúdio de dança, em que um pouco da música podia ser ouvido no fundo.
Em 3 de junho de 2013, a intérprete realizou um chat ao vivo promovido pelo YouTube, em que anunciou detalhes do Stars Dance e lançou oficialmente "Slow Down" como um single promocional do projeto. Durante o anúncio, ela comentou sobre a faixa: "Essa música foi feita com o The Cataracs, que fizeram muitas coisas com a Dev, de quem eu sou fã. Eu realmente queria trabalhar com eles. É uma música muito divertida, as batidas mudam ao longo dela criando meio que uma vibe… Ela fica agitada e depois um pouco mais calma. A música reflete sobre desacelerar aquele momento". Posteriormente, o áudio da faixa foi enviado para a conta de Selena no Vevo, e ficou disponível para download na iTunes Store, durante a pré-venda de Stars Dance.

## Lançamento
Após ser liberado como single promocional, foi divulgado na imprensa que "Slow Down" seria a segunda música de trabalho de Stars Dance. Entretanto, a estratégia de marketing da canção foi atrapalhada, com o lançamento ilegal de seu videoclipe, em 19 de julho de 2013. Este não se tornou no único caso em que um trabalho de Selena vazou antes do previsto. Alguns dias antes, por exemplo, o álbum Stars Dance foi todo liberado de forma clandestina na internet, quando ainda faltava uma semana para o lançamento do disco nos Estados Unidos. O vazamento ilegal do clipe fez com que a gravadora Hollywood antecipasse a sua estreia, enviando o vídeo para a conta de Selena no Vevo no mesmo dia em que caiu na web. Quase um mês depois, "Slow Down" foi enviada para as rádios dos Estados Unidos. No mesmo dia do lançamento nas rádios, foi liberado o lyric video da faixa. Curiosamente, o lyric video foi divulgado só depois do vídeo musical, e geralmente costuma ser o contrário, já que os vídeos líricos são uma espécie de "aquecimento" para o lançamento de um clipe. O lyric video mostrou um grupo de garotas se divertindo em uma festa e passeando de carro enquanto os versos do tema surgiam na tela.

## Videoclipe
O videoclipe foi filmado em Paris, França, com alguns dançarinos. O vídeo vazou na internet em 19 de Julho de 2013. O vídeo oficial foi posteriormente carregado para o YouTube no mesmo dia.
O clipe da canção foi o 6° da carreira de Selena a receber o prêmio VEVO Certified que é dado somente para os clipes que ultrapassam a marca de 100 milhões de visualizações.

## Desempenho nas paradas musicais
Após ser liberado para download digital, "Slow Down" fez sua primeira aparição em paradas musicais, estreando na 51° e depois em 27°. ª posição no Canadá e na 70.ª nos Estados Unidos. A canção vendeu 1 milhão de cópias apenas nos Estados Unidos, mundialmente ela chega  a marca de 1 milhão de 400 mil cópias
| Parada musical (2013)                 | Melhor posição |
| ------------------------------------- | -------------- |
| Austrália - ARIA Charts               | 91             |
| Áustria - Ö3 Austria Top 40           | 71             |
| Bélgica - Ultratip (Flandres)         | 2              |
| Bélgica - Ultratip (Valônia)          | 13             |
| Canadá - Canadian Hot 100             | 29             |
| Coreia do Sul - Gaon Chart            | 4              |
| Estados Unidos - Billboard Hot 100    | 27             |
| Estados Unidos - Hot Dance Club Songs | 1              |
| Estados Unidos - Pop Songs            | 7              |
| França - SNEP                         | 62             |
| Irlanda - IRMA                        | 98             |
| Reino Unido - UK Singles Chart        | 106            |
| República Checa (Rádio Top 100)       | 93             |

### Certificações
| País           | Associação   | Certificação | Vendas Necessárias |
| -------------- | ------------ | ------------ | ------------------ |
| Estados Unidos | RIAA         | Platina      | +1.000.000         |
| Canadá         | Music Canada | Platina      | +80,000            |
| México         | AMPROFON     | Ouro         | +30.000            |
| Venezuela      | APFV         | Ouro         | +5.000             |

## Créditos
Lista-se abaixo os profissionais envolvidos na elaboração de "Slow Down", de acordo com o encarte do álbum Stars Dance:
- Selena Gomez — vocais
- Lindy Robbins, Julia Michaels, Niles Hollowell-Dhar, Freddy Wexler — compositores
- David Kuncio — compositor, co-produtor
- The Cataracs — produtor
- Niles Hollowell-Dhar — produtor vocal
- Serban Ghenea — mixagem
- John Hanes — engenharia de mixagem

## Histórico de lançamento
| País           | Data                 | Formato          | Gravadora |
| -------------- | -------------------- | ---------------- | --------- |
| Estados Unidos | 13 de agosto de 2013 | Rádio mainstream | Hollywood |
| Estados Unidos | 20 de agosto de 2013 | Download digital | Hollywood |